# ホームで/ステージライト
「ホームで／ステージライト」は、2021年3月3日に発売された香西かおりのシングル。

## 収録曲
- 両楽曲共に、作詞：香西かおり

1. ホームで
  - 作曲：山口吉隆、編曲：五十嵐淳一
2. ステージライト
  - 作曲：杉本眞人、編曲：坂本昌之
3. ホームで（Instrumental）
4. ステージライト（Instrumental）